# Chrysocryptus romani
Chrysocryptus romani är en stekelart som beskrevs av Joseph Augustine Cushman 1922. Chrysocryptus romani ingår i släktet Chrysocryptus och familjen brokparasitsteklar. Inga underarter finns listade i Catalogue of Life.